# Thulusdhoo
Thulusdhoo (Dhivehi:  ތުލުސްދޫ) est une ville des Maldives, de la subdivision Kaafu dont elle constitue la localité la plus importante avec 839 habitants. Ceux-ci sont répartis sur une superficie de seulement 0,335 km2, soit une densité de 2 504 hab./km2.
La ville se trouve à environ 28 km de la capitale Malé.